# Filippo Baldo
Filippo Baldo (Padova, 14 gennaio 1975) è un ex ciclista su strada italiano, è stato professionista dal 1998 al 2001.

## Biografia
Nato a Padova, da dilettante è arrivato secondo al Giro d'Italia dilettanti nel 1996 alle spalle di Roberto Sgambelluri e nel 1997 alle spalle di Oscar Mason.
Nel 1998 passa professionista con la Ballan, disputa il Giro d'Italia nel 1999 e nel 2000 e conclude la carriera sportiva nel 2001.

## Palmarès

### Strada
- 1997 (Under 23)

Giro del Piave
Giro dell'Umbria e Marche

#### Altri successi
- 2001 (Kia Suisse)

Classifica sprint Giro di Slovenia

## Piazzamenti

### Grandi Giri
- Giro d'Italia

1999: ritirato (14ª tappa)
2000: 32º

### Classiche monumento
- Milano-Sanremo

2000: 179º
- Parigi-Roubaix

1999: ritirato
- Giro di Lombardia

1998: ritirato